# Andrychów (gemeente)
De gemeente Andrychów is een stad- en landgemeente in het Poolse woiwodschap Klein-Polen, in powiat Wadowicki.
De zetel van de gemeente is in de stad Andrychów.
Op 30 juni 2004 telde de gemeente 42 933 inwoners.

## Oppervlakte gegevens
In 2002 bedroeg de totale oppervlakte van gemeente Andrychów 100,6 km², waarvan:
- agrarisch gebied: 48%
- bossen: 40%

De gemeente beslaat 15,58% van de totale oppervlakte van de powiat.

## Demografie
Stand op 30 juni 2004:
| Omschrijving                   | Totaal | Totaal | Vrouwen | Vrouwen | Mannen | Mannen |
| ------------------------------ | ------ | ------ | ------- | ------- | ------ | ------ |
| eenheid                        | aantal | %      | aantal  | %       | aantal | %      |
| inwoners                       | 42 933 | 100    | 21 923  | 51,1    | 21 010 | 48,9   |
| bevolkingsdichtheid (inw./km²) | 426,8  | 426,8  | 217,9   | 217,9   | 208,8  | 208,8  |

In 2002 bedroeg het gemiddelde inkomen per inwoner 1144,08 zł.
Gemeente Andrychów grenst aan de gemeenten:
- in het noorden - Wieprz,
- in het oosten - Wadowice, Zembrzyce, Stryszawa
- in het zuiden - Ślemień, Łękawica
- in het westen - Porąbka, Kęty

## Administratieve plaatsen (sołectwo)
Brzezinka, Inwałd, Roczyny, Rzyki, Sułkowice, Targanice, Zagórnik.